# 오레가노 (웹 브라우저)
오레가노(Oregano)는 RISC OS 컴퓨터를 위한 상용 웹 브라우저다. 오레가노 2는 HTML 4.01을 일부 지원하고, CSS-1, DOM-0, 자바스크립트 1.5 및 어도비 플래시 4.0 콘텐츠를 지원한다. 현재 이 브라우저는 개발이 중단되었다.